# Francisco Balagtas
Francisco Balagtas, pseudonimo di Francisco Baltazar (Bigaa, 2 aprile 1788 – Orion, 20 febbraio 1862), è stato un poeta filippino.

## Biografia
Considerato uno dei più grandi poeti filippini, nacque nella piccola città di Bigaa (più tardi intitolata a lui), nella provincia di Bulacan (nelle vicinanze di Manila) e fu il più giovane dei quattro figli di Juan Baltazar, fabbro, e Juana de la Cruz. Balagtas studiò all'Università di San Juan de Letrán e all'Università di San José, a Manila, sotto la tutela di padre Mariano Pilapil, e quindi si dedicò alla giurisprudenza e allo studio di spagnolo, latino, fisica, dottrina cristiana, scienze umane e filosofia. Ha usato la sua lingua madre, il tagalog, in un momento in cui la maggior parte della letteratura era scritta in spagnolo. Alcune scuole di pensiero credono che le sue poesie rappresentino le ingiustizie subite dagli abitanti nativi dell'arcipelago sotto i colonizzatori spagnoli.
Il suo lavoro più noto è considerato il poema Florante at Laura, pubblicato nel 1838.
- Don Nuño at Selinda una commedia in tre atti
- Auredato at Astrome una commedia in tre atti
- Clara Belmoro una commedia in tre atti
- Bayaceto at Dorslica una commedia in tre atti

## Riconoscimenti
- La città di Bigaa, nelle Filippine, dove il poeta nacque, è stata intitolata Balagtas
- Gli è stato intitolato  il Cratere Balagtas, sulla superficie di Mercurio